# Auf dem Weg zu einem gemeinsamen Zeugnis
Auf dem Weg zu einem gemeinsamen Zeugnis (Towards common witness) ist ein 1997 veröffentlichtes Studiendokument des Ökumenischen Rats der Kirchen. Darin wird dem Proselytismus eine Absage erteilt. Zeitgeschichtlicher Hintergrund waren die Missionsaktivitäten verschiedener Kirchen in Mittel- und Osteuropa, Afrika, Asien und Lateinamerika, die sich an Mitglieder bestehender Kirchen richteten. In diesem Zusammenhang werden auch Spannungen zwischen der Orthodoxen und der Römisch-katholischen Kirche angesprochen, die durch die Existenz von katholischen Kirchen mit östlichem Ritus verursacht sind.

## Mission als gemeinsames Zeugnis
Das Studiendokument entwirft eingangs ein eigenes Verständnis von Mission: Sie ist demnach primär ein Werk Gottes. Die Kirche als Leib Christi ist ihrem Wesen nach missionarisch. Für alle Christen besteht das Gebot, an der Mission Gottes mitzuwirken: 
- holistisch – Mission wendet sich an den ganzen Menschen;
- lokal – Mission wird vor Ort konkret und ist deshalb vorrangig Aufgabe einer bestehenden Ortskirche;
- universal – Mission wendet sich an alle Menschen über nationale und sonstige Grenzen hinweg.

Die Glaubwürdigkeit der Mission hängt auch daran, ob sie gemeinsames Zeugnis der Christen ist. Die Mitglieder des Ökumenischen Rats der Kirchen erkennen ein gewisses Maß an kirchlicher Gemeinschaft, die wenn auch unvollkommen zwischen ihnen besteht – auch wenn der ÖRK keine Kirche ist. Ein wesentlicher Punkt ist dabei die gegenseitige Anerkennung der Taufe. Diese schafft eine Grundlage für das gemeinsame Zeugnis. Darin werden die verbindenden Elemente, die die Mitgliedskirchen schon jetzt gegenseitig feststellen, betont.
Der ÖRK bekennt sich seit der ersten Vollversammlung 1948 in Amsterdam zum Menschenrecht der Religionsfreiheit.

## Definition von Proselytismus
Proselytismus wird definiert als Aufforderung an Mitglieder einer Kirche, ihre Konfession zu wechseln, sofern dabei unlautere Mittel angewendet werden. Der Unterschied zum authentischen christlichen Zeugnis zeige sich in folgenden Punkten:
- Lehren, Überzeugungen und Bräuche der Kirche, der die abzuwerbende Person angehört, werden lächerlich gemacht und karikierend verzeichnet.
- Die eigene Kirche wird als die einzige wahre Kirche, ihre Lehre als der richtige Glaube angepriesen.
- Das Ideal der eigenen Kirche wird mit bestehenden Problemen der Kirche kontrastiert, der die abzuwerbende Person angehört. Medien unterstützen die Missionare dabei, die eigene Gemeinschaft vorteilhaft zu präsentieren. Durch wiederholte Hausbesuche wird Druck ausgeübt.
- Die Missionare schaffen Anreize, um die Konfession zu wechseln: Finanzielle Vorteile, Zugang zu Bildung, humanitäre Hilfe – dabei nutzen sie die mangelnde Bildung der abzuwerbenden Person ebenso aus wie deren persönliche Probleme, etwa Einsamkeit oder Krankheit.

Dessen ungeachtet erkennen die Verfasser des Studiendokuments an, dass manche Christen ihre Konfession wechseln, ohne durch Proselytismus manipuliert worden zu sein. Es wird festgehalten, dass die Mitgliedskirchen selbst Gründe schaffen, wodurch Mitglieder sich von ihnen ab- und einer anderen Kirche zuwenden.

## Richtlinien
Folgende Themen bedürfen weiterer Untersuchung:
- Aufarbeitung der geschichtlichen Erfahrungen von Mehrheits- und Minderheitskirchen;
- Legitime Vielfalt in wesentlichen Glaubensinhalten und deren Grenzen;
- Verschiedene Auffassungen von Kirchenmitgliedschaft und christlichem Engagement, die sich in Begriffen wie „nominelles“ bzw. „engagiertes“ Mitglied, „wahrer“ oder „wiedergeborener Christ“, „entkirchlichte“ Region oder „(Re-)Evangelisation“ spiegeln;
- Konzepte des Gemeindewachstums (church growth, church expansion), die auf eine möglichst hohe Zahl von Neumitgliedern zielen;
- Gültigkeit des traditionellen Konzepts eines „kanonischen Territoriums“ in der heutigen Welt.

## Empfehlungen
Der ÖRK-Zentralausschuss billigte folgende Empfehlungen an die Mitgliedskirchen: In Bildungsveranstaltungen soll jede Kirche den Respekt vor anderen konfessionellen Identitäten bei ihren Mitgliedern fördern. Die Kenntnis anderer Konfessionen und ihrer Geschichte soll vermittelt, historische gegenseitige Verletzungen aufgearbeitet werden. Begegnung und Dialog mit Mitgliedern von Kirchen, denen Proselytismus vorgeworfen wird, sollen bei diesen Verständnis für die Vorbehalte gegenüber dieser missionarischen Aktivität wecken. Mehrere Kirchen können etwa bei sozialen Projekten kooperieren. Es wäre wünschenswert, dass die Mitgliedskirchen Proselytismus gemeinsam zurückweisen und als Gegenteil von Mission kennzeichnen. Weiterhin nötig ist das Gebet für die Einheit der Christen.
Der ÖRK übernimmt bei diesen Schritten eine unterstützende Funktion, indem er seine Bildungsarbeit zur gegenseitigen Kenntnis der Kirchen einsetzt und eine Studie über Ekklesiologie und Mission durchführt.